# Parque Nacional Natural Chingaza
Der Parque Nacional Natural Chingaza ist ein im Jahr 1977 gegründeter kolumbianischer Naturpark. Er erstreckt sich über die zwei Departamentos Cundinamarca und Meta in der östlichen Kordillere der Anden auf einer Fläche von 76.600 Hektar. Sein Höhenprofil reicht von 800 m bis zu einer Höhe von 4020 m über dem Meer. Die Temperaturen liegen im Mittel zwischen 4 und 21,5 °C. Das Landschaftsbild prägen, wie auch im Parque Nacional Natural Sumapaz Vertreter der Gattung Espeletia. Die Ziele des Parks sind der Schutz der vorhandenen Ökosysteme, der Erhalt der Kultstätten der Muiscas, sowie eine Erschließung für den Ökotourismus. Ein Teil des Parks ist zudem als Ramsar-Gebiet geschützt.

## Geographie

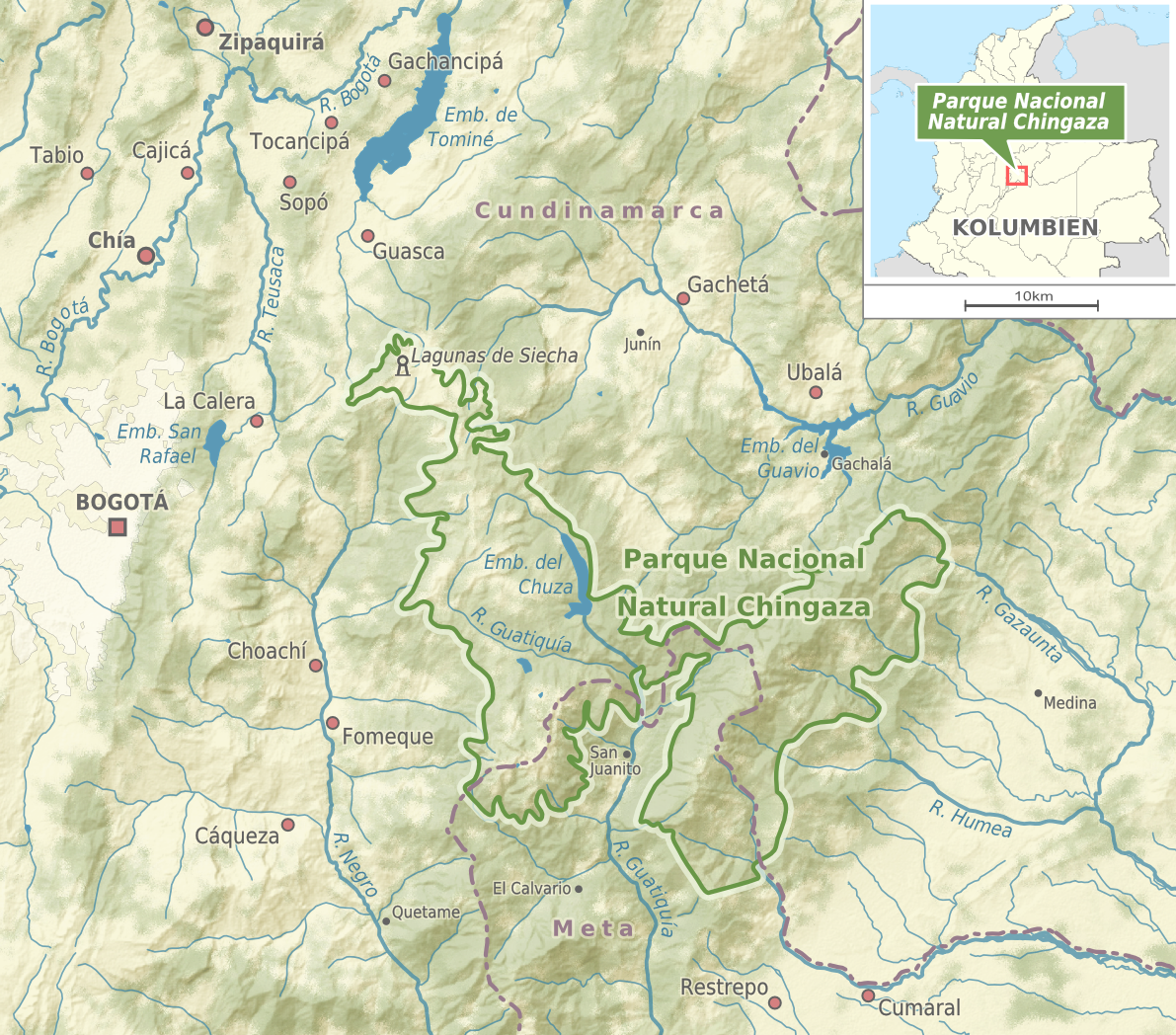
Karte des Parkes

Der Park liegt zwischen 73°30' und 73°55' Ost und 4°'20 und 4°50' Nord auf dem Gebiet der elf Gemeinden Choachí, El Calvario, Cumaral, Fómenque, Gachalá, Guasca, Junín, Medina, Quetame, Restrepo und San Juanito. Der Hauptteil des Parks liegt dabei in Fómenque, Gachalá, Medina und San Juanito. insgesamt umfasst der Park 2,5 % der Fläche Cundinamarcas und 0,2 % der Fläche Metas. Ursprünglich wurden in der den Park einrichtenden Resolución ejecutiva No. 153 del 6 de junio de 1977 nur 50.000 Hektar zum Parkgebiet gezählt. Durch die Resolución ejecutiva No. 70 de 1978 sowie Resolución ejecutiva No. 0550 de 1998 wurde das Parkgebiet auf seine heutige Größe ausgedehnt.
Das Relief des Parks ist geprägt von drei Vergletscherungen. Während sich das Ende der zweiten und die dritten Vergletscherung recht gut zwischen 10.000 und 12.000 v. Chr. sowie circa 3000 v. Chr. recht gut eingrenzen lässt ist die Zeitspanne der ersten Vergletscherung des Gebietes noch nicht abschließend geklärt.

## Flora und Fauna
Momentan umfasst das Spektrum der 1003 bekannten Pflanzenarten 436 Gattungen aus 177 Familien. Auch für einige endemische Tierarten ist der Parque Nacional Natural Chingaza zusammen mit dem Parque Nacional Natural Sumapaz eines der letzten Rückzugsgebiete. Zu den hier lebenden Arten gehören zum Beispiel der Brillenbär, der Weißwedelhirsch, der Rote Zwergmazama, der Bergtapir, der Bergpaka und der Puma. Prominente Vertreter unter den Vögeln sind beispielsweise der Andenkondor und der Andenklippenvogel.

## Kulturelle Bedeutung

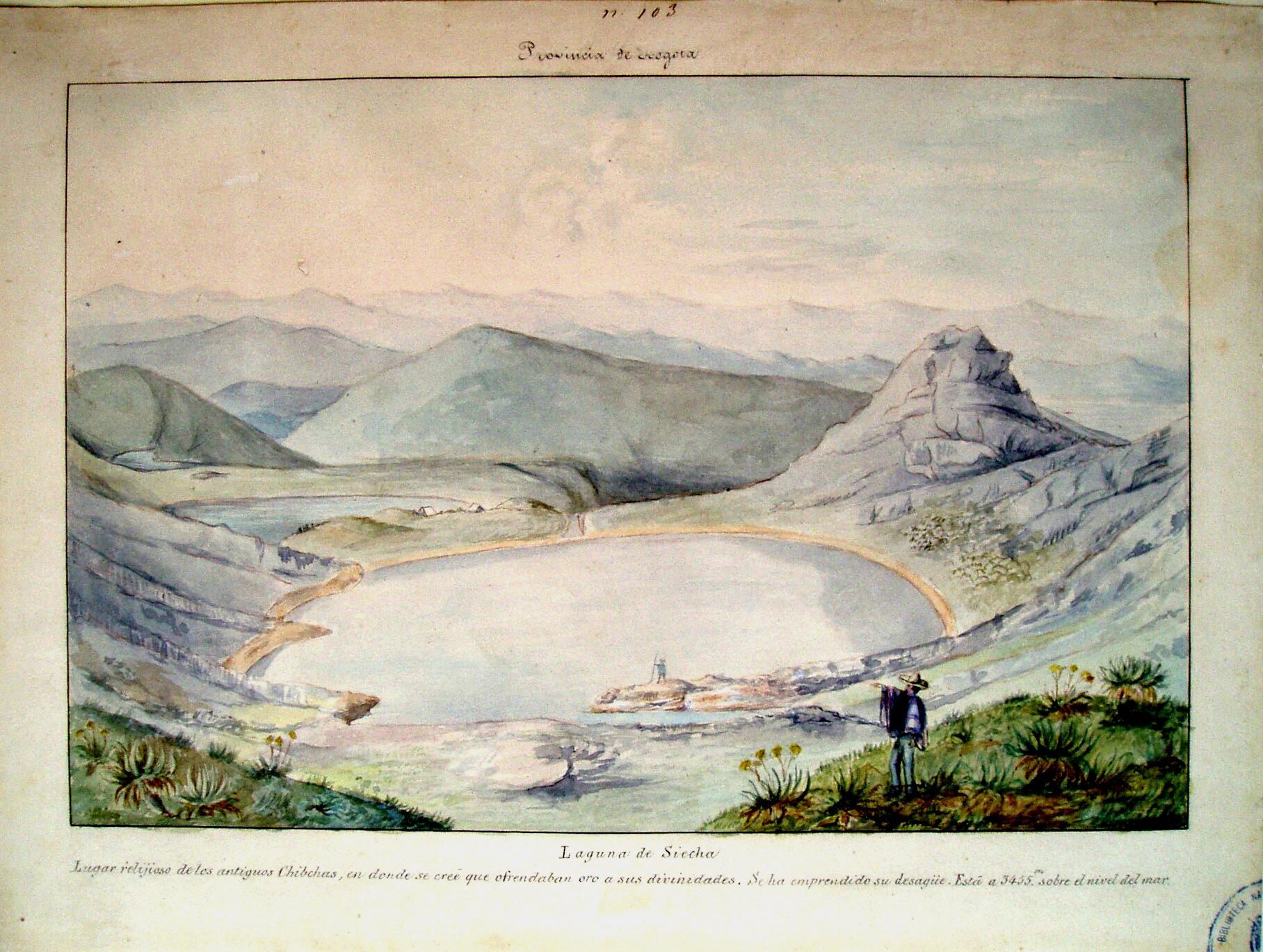
Laguna de Siecha mit Drainagekanal

Des Weiteren liegen im Parkgebiet zahlreiche zeremonielle und religiöse Orte der Chibcha und der Muisca. Eine der bedeutendsten Kultstätten ist die Laguna de Siecha. Um an die in ihr versenkten Goldopfer zu kommen, versuchten die Konquistadoren die Laguna durch einen im 20. Jahrhundert wieder geschlossenen Kanal trockenzulegen.

## Klima
Die Niederschlagsmenge im Parkgebiet nimmt stark von Ost nach West ab. Während auf der Ostseite circa 4500 mm Niederschlag jährlich fallen sind es am Ostrand des Parks nur 1200 mm. Auch saisonal schwankt die Niederschlagsmenge stark. Zwischen Dezember und Februar fallen nur neun bis 17 % des jährlichen Niederschlages, zwischen Mai und August hingegen etwas mehr als 60 %. Die Temperaturen variieren deutlich stärker während des Tages als über das Jahr. So ist der mittlere Temperaturunterschied über das Jahr im Mittel nur 5 °C; an einem Tag kann die Temperatur aber ohne weiteres um 13 bis 25 °C schwanken. Im Allgemeinen sind regenreichere Gebiete kühler als jene mit weniger Niederschlag.

## Wirtschaftliche Nutzung
Neben der Nutzung zu Erholungszwecken werden im Parkgebiet durch das Empresa de Acueducto de Bogotá ungefähr 80 % des Trinkwassers für Bogotá und Umgebung gewonnen. Des Weiteren wird an der Talsperre Alberto Lleras (auch Guavio-Talsperre) Strom produziert.

## Bedrohung des Parks
Der Park wird insbesondere entlang der den Park schneidenden Straßen immer wieder durch Brände gefährdet. Die Zahl dieser Brände steigt insbesondere in El-Niño-Jahren. Im Durchschnitt trifft es jährlich 433 Hektar bei 10 Bränden. Eine weitere Bedrohung stellt die illegale Jagd und die extensive Viehhaltung im Parkgebiet dar. Letztere tritt auch häufig mit Bränden und illegaler Jagd gemeinsam oder als eigentliche Ursache dafür auf. Neben dem direkten Bedrohungen durch die illegale Jagd, bilden entlaufene, abgerichtete Hunde der Jäger eine weitere bedeutende Störung des Tiergefüges.